# Sumatra (Floride)
Pour les articles homonymes, voir Sumatra (homonymie).
Sumatra est une census-designated place du comté de Liberty, dans la région de Big Bend, État de Floride, aux États-Unis.

## Démographie
| 2000 | 2010 | - | - | - | - |
| ---- | ---- | - | - | - | - |
| 104  | 148  | - | - | - | - |

Sa population s’élevait à 148 habitants lors du recensement de 2010.